# Allocyttus niger
Allocyttus niger är en fiskart som beskrevs av James, Inada och Nakamura, 1988. Allocyttus niger ingår i släktet Allocyttus och familjen Oreosomatidae. Inga underarter finns listade i Catalogue of Life.